# Luis Miguel Rodríguez (calciatore)
Luis Miguel Rodríguez (San Miguel de Tucumán, 1º gennaio 1985) è un calciatore argentino, attaccante dell'Atl. Tucumán.

## Biografia
Fin da  piccolo lavora come muratore,imbianchino e non solo al fine di aiutare economicamente la sua famiglia, composta da 9 figli.
A 13 anni viaggia in Italia dove resta in prova prima alla Società Sportiva Arezzo e poi all'Football Club Internazionale Milano, ma i problemi familiari lo obbligano a tornare a casa.
È uno dei calciatori più emblematici del calcio argentino. Partito dal basso e con origini umili ha conquistato i cuori di tutti i tifosi di tutte le squadre per la sua storia, per la sua grande umiltà, per il talento e per quello che gli argentini chiamano “potrero”, mostrato in campo. È riconosciuto da tutti come “il giocatore del popolo”..

## Carriera

### Club

#### Gli inizi
Inizia giocando per le squadre del suo quartiere e quelli limitrofi,disputando tornei amatoriali o regionali.

#### Atletico Tucuman
Nel 2005 viene ingaggiato dal Club Atlético Tucumán,su richiesta dell'allenatore Jorge Solari. Con il club tucumano vince il Torneo Argentino A nel 2008 e la Primera B Nacional 2008-2009,nella quale vince anche la classifica marcatori con 20 reti..

#### Prestito al Newell's Old Boys
Nel 2010 passa fugacemente in prestito al Club Atlético Newell's Old Boys,dove disputa 18 partite(14 in campionato e 4 nella Coppa Sudamericana) e realizza 3 reti,di cui una al Club Atlético Boca Juniors. Non giocando con continuità a fine anno ritorna al Tucuman.

#### Ritorno all'Atletico Tucuman
Al ritorno alla base,esplode al massimo tutto il suo talento,scrivendo pagine di storia e battendo numerosi record.Con 130 reti all'attivo è il  secondo massimo cannoniere nella storia del club.
Nel 2012 è il capocannoniere della Primera B Nacional 2012-2013..
Nel 2015 contribuisce con 17 reti alla vittoria del club della Primera B Nacional 2015.L'anno successivo segna il goal del momentaneo pareggio nella finale di Copa Argentina 2016-2017,persa poi per 2-1 contro il Club Atlético River Plate.
Il 9 Marzo del 2017 debutta con i biancocelesti in Coppa Libertadores,in occasione del pareggio per 1-1 contro il Sociedade Esportiva Palmeiras.La prima rete nella massima competizione continentale arriva all'ultima giornata della fase ai gironi,proprio contro i brasiliani, nel match poi perso 3-1. L'anno seguente,nella medesima competizione, disputa 8 presenze e due reti,di cui una al Club Atlético Peñarol e l'altra al Club The Strongest. Superati i gironi,Rodriguez e company non possono far nulla di fronte ai brasiliani del Grêmio Foot-Ball Porto Alegrense,salutando la competizione.
A 34 anni decide di provare una nuova sfida,lasciando il club,di cui ne è diventato una bandiera.

#### Colon de Santa Fe
Nel 2018 accetta l'offerta del presidente del Club Atlético Colón.
Debutta ufficialmente con la nuova maglia il 29 Gennaio del 2019 contro l'Asociación Atlética Argentinos Juniors,gara in cui si mette subito in mostra realizzando una rete e un assist..Guida da protagonista la squadra in finale di Coppa Sudamericana 2019,persa per 3-1 contro l' Club de Alto Rendimiento Especializado Independiente del Valle,nella quale sbaglia anche un rigore.Nella competizione però disputa 10 partite e realizza 4 reti e 4 assist.
Sotto la guida tecnica di Eduardo Domínguez si laurea capocannoniere della Copa de la Liga Profesional 2021 con 8 reti in 14 partite,trascinando la squadra a vincere il torneo,il primo  nella storia del club,ottenuto battendo per 3-0 il Racing Club de Avellaneda in finale.

#### Gimnasia La Plata
Nel giugno del 2021 firma da svincolato per il Club de Gimnasia y Esgrima La Plata.
Realizza la prima rete con la nuova maglia in occasione della sconfitta per 3-2 contro l'Asociación Atlética Argentinos Juniors nella Copa Argentina.
Dopo soli sei mesi decide di ritornare al Colón (SF)..
Al Gimnasia disputa in totale 23 partite realizzando 9 reti, di cui tre nello spumeggiante clásico di La Plata che si disputa contro l'Estudiantes (LP), terminato 4-4, nel quale sbaglia anche un calcio di rigore.

### Nazionale
Nel 2009 viene convocato dal CT Diego Armando Maradona in nazionale. Con l'albiceleste disputa solo 32 minuti in occasione dell'amichevole vinta per 2-0 contro il Ghana..

## Statistiche

### Cronologia presenze e reti in nazionale
| Cronologia completa delle presenze e delle reti in nazionale ― Argentina | Cronologia completa delle presenze e delle reti in nazionale ― Argentina | Cronologia completa delle presenze e delle reti in nazionale ― Argentina | Cronologia completa delle presenze e delle reti in nazionale ― Argentina | Cronologia completa delle presenze e delle reti in nazionale ― Argentina | Cronologia completa delle presenze e delle reti in nazionale ― Argentina | Cronologia completa delle presenze e delle reti in nazionale ― Argentina | Cronologia completa delle presenze e delle reti in nazionale ― Argentina |
| Data                                                                     | Città                                                                    | In casa                                                                  | Risultato                                                                | Ospiti                                                                   | Competizione                                                             | Reti                                                                     | Note                                                                     |
| ------------------------------------------------------------------------ | ------------------------------------------------------------------------ | ------------------------------------------------------------------------ | ------------------------------------------------------------------------ | ------------------------------------------------------------------------ | ------------------------------------------------------------------------ | ------------------------------------------------------------------------ | ------------------------------------------------------------------------ |
| 30-9-2009                                                                | Córdoba                                                                  | Argentina                                                                | 2 – 0                                                                    | Ghana                                                                    | Amichevole                                                               | -                                                                        | 57’                                                                      |
| Totale                                                                   |                                                                          | Presenze                                                                 | 1                                                                        |                                                                          | Reti                                                                     | 0                                                                        |                                                                          |

## Palmares

### Club
- Torneo Argentino A: 1

Atletico Tucumán: 2007-2008
- Primera B Nacional: 2

Atletico Tucumán: 2008-2009, 2015
- Copa de la Liga Profesional: 1

Colón: 2021

### Individuale
- Capocannoniere della Primera B Nacional: 2

2008-2009 (20 gol), 2012-2013 (20 gol)
- Capocannoniere della Coppa Sudamericana: 1

2017 (5 gol, a pari merito con Jhon Cifuente e Felipe Vizeu)
- Squadra ideale della Copa Argentina: 1

2016-2017 (sostituto)
- Squadra ideale della Coppa Sudamericana: 1

2019
- Capocannoniere della Copa de la Liga Profesional: 2

2020 (6 gol, a pari merito con Ramón Ábila e Miguel Merentiel), 2021 (8 gol, a pari merito con Rafael Santos Borré)